# العنف في مقر العمل

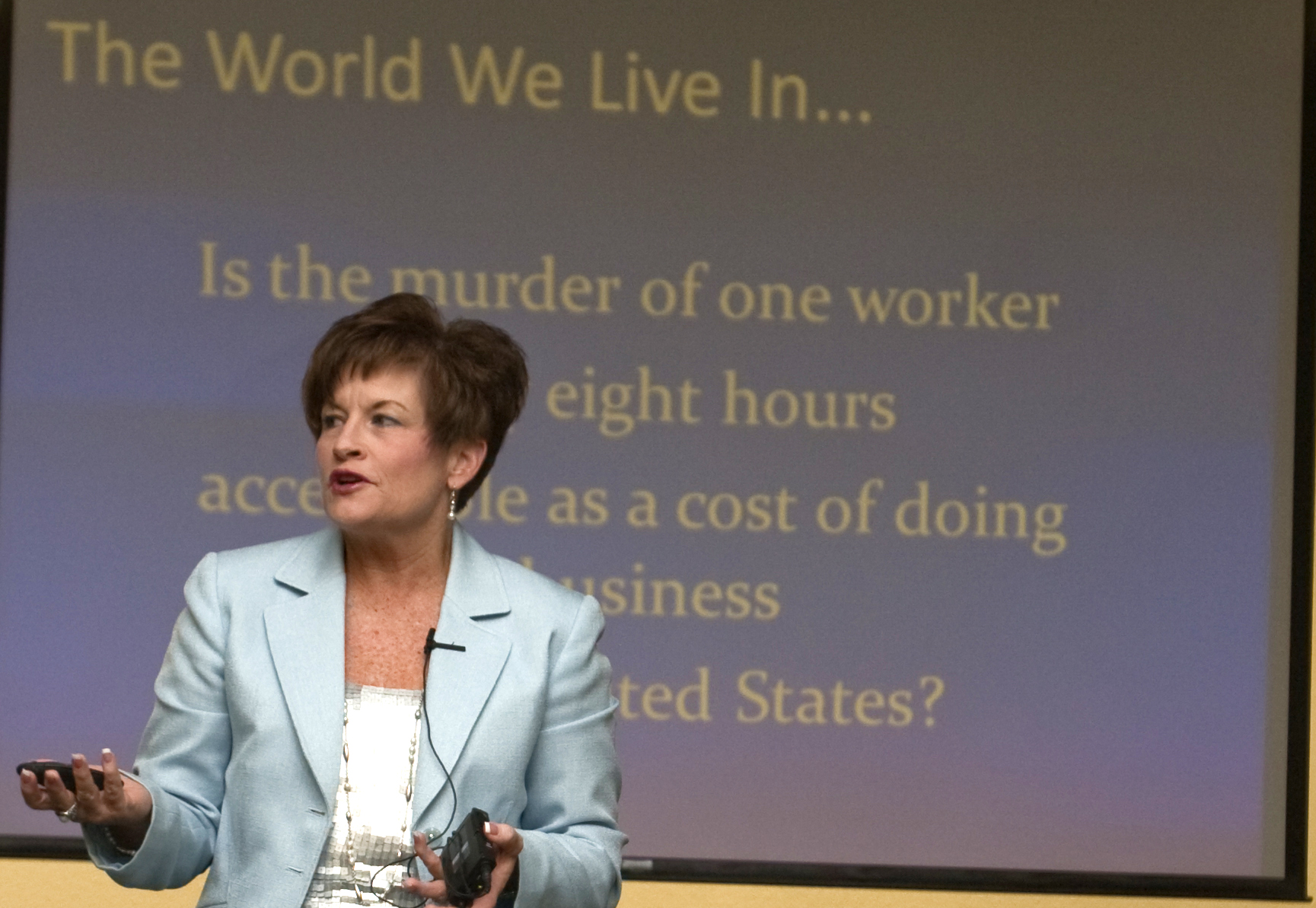
ديبورا ر. كولينز ، إحدى الناجيات من العنف في مقر العمل في حادث إطلاق النار عام 1988 في مختبرات النظام الكهرومغناطيسي ، تناقش عواقب العنف في مقر العمل.

يشير العنف في مقر العمل (WPV) أو العنف المهني إلى العنف، وعادة ما يأتي في شكل اعتداء جسدي أو تهديد، مما يخلق خطرًا على صحة وسلامة الموظف أو عدة موظفين. ويُعرِّف المعهد الوطني للسلامة والصحة المهنية العامل فيما يتعلق بالعاملين، والعلاقة الشخصية، والعميل / الزبون، والنية الإجرامية، كلها على أنها فئات من العنف في مقر العمل. يتم تقسيم هذه الفئات الأربع إلى ثلاثة مستويات: المستوى الأول يعرض علامات الإنذار المبكر بالعنف، والمستوى الثاني أكثر عنفًا، والمستوى الثالث عنف بصفة خطيرة. بدأت العديد من مقار العمل برامج وبروتوكولات لحماية موظفيها حيث ينص قانون الصحة المهنية لعام 1970 على أنه يجب على أصحاب العمل توفير بيئة تتكون من موظفين لا توجد لديهم أي نزعة للعنف وبيئة لا توجد بها أي ظروف ضارة.

## علم الأوبئة
وفقًا لبيانات من المكتب الأمريكي لإحصاءات العمل، في عام 2011، يمثل العنف والإصابات الأخرى التي تسبب بها الأشخاص أو الحيوانات في 17٪ من جميع الوفيات المهنية في الولايات المتحدة، حيث تمثل جرائم القتل في 10٪ من الإجمالي. من عام 1992 إلى عام 2010، تم الإبلاغ عن 13827 ضحية جرائم قتل في مقار العمل، بمتوسط يزيد عن 700 ضحية سنويًا في الولايات المتحدة. ويُظهر فحص بيانات عام 2011 أنه بينما حدثت غالبية الوفيات من الذكور في مقار العمل، فإن العنف في مقار العمل يؤثر بشكل غير متناسب على الإناث. وقد ساهمت جرائم القتل في 21٪ من مجموع الوفيات المهنية للنساء، مقابل 9٪ للرجال. ومن بين جرائم القتل هذه، ساهم الأقارب أو الأزواج في 39٪ من حالات قتل الإناث؛ وحيث أنه من المرجح أن يرتكب اللصوص من فئة الذكور جرائم القتل، مما ساهم في 36٪ من حالات قتل الذكور.
تُعرِّف إدارة السلامة والصحة المهنية ("OSHA") وهي إحدى إدارات وزارة العمل الأمريكية العنف في مقر العمل بأنه «أي فعل أو تهديد بالعنف الجسدي أو المضايقة أو التخويف أو أي سلوك تخريبي مهدد آخر يحدث في موقع العمل. وتتراوح ما بين التهديدات والإساءة اللفظية إلى الاعتداءات الجسدية وحتى القتل».
يتم التبليغ من قبل مليونين عامل أمريكي سنويًا عن العنف في مقر العمل 
معظم حالات العنف في مقار العمل غير مميتة. من عام 1993 إلى عام 1999، أبلغ حوالي متوسط 1.7 مليون شخص عن العنف المهني.  حوالي 75٪ من هذه الحالات تعتبر اعتداءً بسيطًا، بينما تعتبر 19٪ من الحالات اعتداءً شديدًا.
وقد وصل العنف في مقر العمل إلى أبعاد وبائية. «كان هناك وقت يكون فيه الموظف الذي يطلق النار على شخص ما في مقر العمل بمثابة صدمة. أما الآن فقد أصبح الأمر شائعًا.» تقول كاثلين م. بونشيك، باحثة وخبيرة في الوقاية ومنع العنف في مقر العمل.
في أعقاب إطلاق النار في يونيو عام 2017 عندما عاد موظف سابق إلى مقر عمله في أورلاندو بولاية فلوريدا لقتل خمسة من زملائه في العمل قبل الانتحار، ذكرت كاثلين إم بونشيك «دائمًا ما يكرر الناس هذه العبارة» لم نعتقد أن شيئًا مثل هذا (العنف في مقر العمل) سيحدث هنا«، لكنه من الممكن أن يحدث في أي مكان وفي أي وقت. ولا ينبغي أن يكون السؤال عما إذا كان الموظفون سيقومون بمثل هذا الفعل، بل يجب أن نسأل متى سيحدث».
هناك أربع فئات تُستخدم لتصنيف العنف في مقر العمل: العامل مع العامل، والعلاقة الشخصية، والعميل/الزبون، والنية الإجرامية. يحدث عنف العامل على العامل عندما يكون شخصان يعملان في نفس المهنة عنيفين تجاه بعضهما البعض، إما جسديًا أو لفظيًا أو عاطفيًا. والمثال الشائع على ذلك هو عندما يكون لأحد العاملين نوع من السلطة على الآخر، مثل منصب المشرف على الموظف. ويحدث عنف العلاقات الشخصية في مكان العمل عندما يكون الموظف على علاقة شخصية مع أحد الموظفين في مقر العمل وتسبب اضطرابًا للموظف وزملائه في العمل وأحيانًا على زبناء أو عملاء ذاك المكان. ضحايا العنف في العلاقات الشخصية عادة من النساء. يحدث عنف العميل/الزبون عندما يكون هناك عنف بين العميل أو الزبون في مقر العمل والموظف. يمكن أن يباشر العميل بالعنف على الموظف أو العكس. وأخيرًا، يحدث عنف النية الإجرامية في مكان العمل عندما لا توجد علاقة بين الشخص الذي يرتكب الفعل العنيف ومكان العمل أو موظفيه.
يتم تصنيف الفئات الأربع المذكورة أعلاه إلى ثلاثة مستويات، حسب الحالة. المستوى الأول يتضمن علامات مثل قيام الشخص بالتنمر على الآخرين، أو كونه فظًا أو مسيئًا، وغير متعاون. في مثل هذا المستوى يجب على المرء أن يلاحظ بعناية هذا النوع من السلوكيات ويبلغ عنها مع المشرف. قد يرغب المشرف في مقابلة الجاني/ة المحتمل لمناقشة سلوكياته/ا. يتضمن المستوى الثاني احتمالية أن يكون هذا الشخص عنيفًا والذي قد يظهر من خلال شعوره بأنه بالضحية والتهديدات اللفظية والتعبير اللفظي عن رغبته في إيذاء الآخرين، وكثيرًا ما يتجادل مع الآخرين ويسعى للانتقام ويرفض اتباع سياسات مكان العمل. ردًا على هذا السلوك يجب على المرء أن يوثّق هذه السلوكيات الملحوظة وأن يكون على اتصال مباشر بالمشرف والتأكد من وضع سلامته أولاً، وإذا لزم الأمر اتصل بالسلطات المختصة. حاليًا يتمثل المستوى الثالث من العنف في مقر العمل في المواقف العنيفة مثل التهديد بإيذاء الذات أو الآخرين إما بالوسائل المادية أو باستخدام الأسلحة أو إظهار الغضب الشديد أو تدمير الممتلكات. في حالة العنف من المستوى الثالث يجب على المرء أن يضمن سلامة نفسه متبوعًا بسلامة الآخرين والبقاء هادئًا والتعاون مع السلطات المختصة وترك الموقف إن أمكن. 
في حالة العنف في العلاقات الشخصية غالبًا ما يكون من الصعب التعرف على المستويين الأول والثاني من العنف لأنهما يحدثان عادةً خارج مقر العمل. تحدث معظم حالات العنف في العلاقات الشخصية في المستوى الثالث وفي هذه الحالة يجب أن يكون نهج التعامل مع الموقف من المستوى الثالث في مكانه الصحيح. 
يؤكد بيرلين وغولدشميت  أن التعريفات الحالية للعنف في مقر العمل هي ببساطة وصفية ولا تستند إلى نية الجاني. وإن فهم الدوافع الكامنة وراء هذه الجرائم مهم في تطوير الاستراتيجيات الوقائية. ويقسّم بيرلين وغولدشميت العنف في مقر العمل إلى نوعين: 1) العنف المركّز على هدف في مقر العمل وهو العنف الذي يحدث للحصول على شيء ما مثل المال والمخدرات والمجوهرات وما إلى ذلك و2) العنف غير المرتكز على هدف وهو قائم على عاطفة وغالبًا ما يرتبط بالغضب. يتطلب الغضب عمومًا الإحباط والظلم المتصور في ذهن الجاني. التخفيف من حدة الغضب أو الظلم المتصور سيخفف أو يمنع وقوع نوبة عنف، ويمكن أن يغضب الناس دون ارتكاب العنف. ويعتمد ما إذا كان الغضب قد يؤدي إلى العنف أم لا جزئيًا على تركيز الجاني المحتمل وعوامل الخطر المرتبطة به (انظر أدناه). تم تحديد ثمانية أنواع مختلفة من التركيز التي يمكن أن تؤدي إلى العنف في مقر العمل. (الجدول 1)
| التحفيز                                   | التركيز                                              | هدف                                         | الخصائص المرتبطة                                                      |
| ----------------------------------------- | ---------------------------------------------------- | ------------------------------------------- | --------------------------------------------------------------------- |
| الغضب                                     | صحي                                                  | الغضب اللاعنفي الذي يؤدي إلى حل             | عقد مؤتمر؛ الإنصاف القانوني؛ اعمل بجد اكثر؛ تغيير وظيفة؛ إلخ          |
| الغضب                                     | القضايا المتعلقة بالعمل                              | الانتقام                                    | استهداف مكان العمل                                                    |
| الغضب                                     | مسائل لا علاقة لها بالعمل                            | الانتقام الذي يسبب الألم / المعاناة للآخرين | يتوافق مع مكان العمل؛ انتهازي؛ يسبب إصابة أو ضرر كبير                 |
| الغضب                                     | مسائل تتعلق بالاكتئاب تعظيم الذات الإثارة / الاهتمام | تقليل الألم العاطفي / معاناة في النفس       | ضرر كبير؛ ضحايا مجهولون عنف عشوائي                                    |
| الغضب                                     | مسائل تتعلق بالقلق تؤدي إلى تهديد محدق               | السيطرة                                     | الإرهاب؛ الهيمنة                                                      |
| الغضب                                     | مسائل تتعلق بشخصية الجاني: عدم كفاية                 | تعزيز الذات                                 | جرائم التحيز؛ إذلال هيمنة؛ جرائم الجنس                                |
| الغضب                                     | مسائل تتعلق بشخصية الجاني: الاعتماد                  | قبول                                        | التعلق؛ المطاردة؛ التربص؛ عنف عشوائي توكيل القيام بالعنف لأشخاص آخرين |
| ذهان/ الولايات التي تشرّع استخدام المخدرات | غير منطقي                                            | غير منطقي                                   | غير منطقي                                                             |
| حادث                                      | غير مقصود                                            | غير مقصود                                   | إهمال؛ غير مطلع؛ حالة عصبية                                           |
| آخر                                       | لا شيء محدد                                          |                                             |                                                                       |

نموذج التركيز على الغضب: 1) يميز العنف في مقر العمل حسب تركيز الجاني. 2) يسمح بجمع إحصائيات منفصلة للجريمة التي تركز على الأشياء والجرائم التي لا تركز على الأشياء؛ و 3) يظهر أن العنف الأسري وإطلاق النار في المدارس والأنشطة الإرهابية والعنف غير المادي الذي يحدث في مقر العمل تمتلك دوافع مماثلة.  وبالتالي، فإن فهم العوامل التي تقود نوعًا واحدًا من العنف الغير مرتكز على الأشياء يمكن أن يساعدنا في تطوير استراتيجيات للتخفيف من الأنواع الأخرى من العنف غير المركّز على هدف. وبالتالي، يمكننا أن نرى أنه يمكن التخفيف من هذه الجرائم عن طريق تقليل مستوى الإحباط لدى الجاني المحتمل، أو تقليل مستوى الظلم المتصور في ذهن الجاني المحتمل، أو تغيير تركيز أفكار الجاني المحتمل إلى أفكار أكثر صحة.
نسبة كبيرة جدًا من الجناة الذين لا يركزون على الأشياء إما يتم القبض عليهم أو قتلهم من قبل الشرطة أو يقوموا بقتل أنفسهم بعد ارتكاب أعمال عنف. إذا أخذنا بعين الاعتبار الانتحار من قبل الشرطي، فقد تم اقتراح أن ما بين 25-50 في المائة من جرائم القتل في مقر العمل التي لا تركز على الأشياء تؤدي إلى الانتحار.  لم يسمع من قبل بأن جرائم العنف المركزة على الهدف بأن يتبعها حادثة انتحار، إنه أمر غير منطقي. وإن العنف في مقر العمل والغير مركز على هدف هو أمر يحدث بتأني، ويحدث على مراحل، ونادرًا ما يكون حدثًا تلقائيًا. 
المراحل الخمس للعنف الذي لا يركز على الهدف والتي تم تحديدها هي:
- الغضب
- التركيز
- ما قبل العنف: الخيال، والتدريب، والتحضير، وتشويه سمعة الضحية والتهديد
- العنف: تجاه الذات، وتجاه الآخرين وتجاه الذات والآخرين معًا وتجاه البيئة
- ما بعد العنف: القرار والعواقب. [11]

تم تحديد ثلاثين عامل خطر. أربعة عشر من عوامل الخطر هذه اجتماعية وظرفية. واثنا عشر منها نفسية، وأربعة سلوكية. 
علامات التهديد المحتملة
لا يوجد الكثير من المعلومات حول الأسباب المؤدية للعنف في مقر العمل، ولكن من المتفق عليه أن مجموعة من العوامل الشخصية وعوامل مقر العمل والتفاعلات الفردية تساهم في العنف في مقر العمل. يعترف مكتب التحقيقات الفيدرالي (FBI) بالسلوكيات التالية كعلامات تحذير لمرتكبي العنف المحتملين في مكان العمل: 
- انخفاض الإنتاجية أو أداء العمل غير المتسق
- إتلاف أو تدمير ممتلكات الشركة
- هوس بالأسلحة
- علاقات العمل السيئة
- الانخراط المهووس بالوظيفة
- تهديدات متكررة مباشرة أو مستترة
- تقلبات مزاجية متزايدة
- جنون العظمة والسلوك العدواني
- الاهتمام بأحداث العنف التي تم الإعلان عنها مؤخرًا
- اهتمام رومانسي غير مرغوب فيه بزميل في العمل
- رفض قبول النقد
- المبالغة في رد الفعل على سياسات الشركة

يقر مجلس السلامة الوطني أيضًا بالاستخدام المفرط للمخدرات أو الكحول وكذلك التغيب عن العمل، أو التغيير في الأداء الوظيفي غير المبرر. وقد يساعد الانتباه إلى هذه العلامات التحذيرية والإبلاغ عنها في منع أحداث العنف في مقر العمل.

### الوقاية
الغرض من وجود وزارة العمل الأمريكية هو «تعزيز بيئة آمنة لموظفينا والزوار، والعمل مع موظفينا للحفاظ على بيئة عمل خالية من العنف والمضايقة والترهيب وأي سلوكيات تخريبية أخرى». لذلك، قدمت وزارة العمل معلومات من أجل العمل على تحقيق غرضها المتمثل في الحفاظ على مقر العمل آمنًا للأفراد. يتم توفيرهذه المعلومات من أجل مساعدة الناس في مقر العمل ليكونوا قادرين على تحديد السلوكيات الضارة المحتملة وكذلك ليتعرفوا على مسؤولياتهم لمنع السلوكيات العنيفة. أدارت وزارة العمل برنامج يتحدث عن العنف في مقر العمل من أجل مساعدة الموظفين للاستجابة على العنف ومنع العنف في مقر العمل من خلال فهم أفضل. ولقد حددوا أيضًا سبعة عوامل رئيسية للمساعدة في منع العنف في مقر العمل: 
1. بيئة العمل - نظرًا لأن بيئة العمل تؤثر بشكل مباشر على الموظفين والعملاء، فمن المهم أن تظل البيئة إيجابية ومنفتحة. هذا يشجع على التواصل الأفضل والمواقف الإيجابية في مقر العمل.
2. الأمن - قد تساعد تدابير السلامة الإضافية مثل الأمن في ردع وقوع حوادث عنف محتملة. يمكن أن يشمل ذلك حراس الأمن أو الكاميرات أو غيرها من الأجهزة التكنولوجية مثل أجهزة الكشف عن المعادن.
3. التثقيف - تثقيف الموظفين حول السياسات والاجراءات الحالية وكذلك حول علامات التحذير المحتملة للعنف في مقر العمل.
4. مؤشرات الأداء / السلوك - وهي طرق لتكون على دراية بالتغيرات في سلوك الموظف، مثل التغيب أو التغيير في الأداء.
5. خدمات دعم الموظفين- الخدمات المتاحة للموظفين للتعبير عن مخاوفهم.
6. التدخل المبكر - عدم ترك الأعراض تمر دون أن يلاحظها أحد أو يتم حلها.
7. اتخاذ الإجراءات المناسبة - أبلغ السلطات عند الحاجة.

يوصى أيضًا بأن يعامل أرباب العمل الموظفين الذين تم إنهاء خدمتهم باحترام لتجنب الشعور بأنهم ضحايا. ومن الاحتياطات الإضافية أن تنبه موظفي الأمن إلى أنه سيكون هناك إنهاء لعقد وظيفة في ذلك اليوم. 

#### استجابات
وفقًا لوزارة الأمن الداخلي في حالة العنف في مقر العمل، يجب التزام الهدوء، وعلى المرء أن يهرب أو يختبئ أو يقاتل. يُقترح القتال فقط إذا لم تكن هناك أي خيارات آمنة أخرى. في حالة الاضطرار إلى التعامل مع شخص عنيف أو يحتمل أن يكون عنيفًا، هناك خمس خطوات يجب اتباعها. أولاً أظهر اهتمامك بالموظف وتعاطفك معه. ثانيًا لا تحكم على الشخص، بل انتبه لسلوكياته. ثالثًا هو إظهار التعاطف. رابعًا، الدخول في محادثة معهم ودعهم يعبرون عما يظنون أنه سيساعدهم. أخيرًا اعمل معهم لإيجاد حل لا يعرض أي شخص للخطر. 

## أمثلة قاتلة
- تم تأنيب باتريك هنري شيريل، وهو ساعي بريد يبلغ من العمر 44 عامًا من إدموند - أوكلاهوما بعد مشادة حامية مع اثنين من المشرفين في 19 أغسطس 1986. وفي حوالي الساعة 7:00 من صباح اليوم التالي، ظهر شيريل في مكتب البريد مرتديًا زيه الرسمي. على مدار الـ 15 دقيقة التالية، انطلق شيريل في هياج قاتل حيث قتل كل موظف عبر طريقه. بعد إغلاق المخارج انتهى الأمر بشيريل بقتل أربعة عشر من زملاء العمل وإصابة ستة آخرين. عندما وصلت الشرطة إلى مكتب البريد وجه شيريل البندقية على نفسه.[17]
- في 5 نوفمبر2009، أطلق نضال مالك حسن والذي كان يخدم في الجيش الأمريكي كطبيب نفساني النار على 13 شخصًا وأصاب أكثر من 30 آخرين في فورت هود بالقرب من كيلين - تكساس. أسفر إطلاق النار عن خسائر في الأرواح أكثر من أي قتلى آخرين في قاعدة عسكرية أمريكية. صنفت وزارة الدفاع الأمريكية ووكالات إنفاذ القانون الفيدرالية إطلاق النار على أنه عمل من أعمال العنف في مقر العمل.[18] في فبراير 2015، قرر الجيش "أن هناك أدلة كافية لاستنتاج أن حسن" كان على اتصال مع [منظمة] إرهابية أجنبية قبل الهجوم "، وأن تطرفه وأفعاله اللاحقة يمكن اعتبارها" بدافع من قبل منظمة إرهابية أجنبية ".[19]
- تم توظيف ديفيد بيرك من قبل طيران الاتحاد الأمريكي كَوكيل تذاكر حتى قام مشرفه ريموند طومسون بطرده بتهمة السرقة. وبعد أن رفض طومسون إعادته إلى منصبه ظهر بورك في مطار لوس أنجلوس الدولي في 7 ديسمبر 1987، واشترى تذكرة طيران باسيفيك ساوث ويست إيرلاينز الرحلة 1771 إلى مطار سان فرانسيسكو الدولي. قام بيرك بتهريب سلاح عيار 0.44 ماغنوم إلى الطائرة. بعد وقت قصير من الإقلاع التقط مسجل صوت قمرة القيادة للطائرة صوت طلقات نارية. ثم جاء صوت ديفيد بيرك. تم إطلاق النار على الطيارين وتحطمت الطائرة في منحدر تل في مقاطعة سان لويس أوبيسبو، مما أسفر عن مقتل جميع ركابها البالغ عددهم 43 شخصًا، بمن فيهم بيرك وطومسون. في موقع تحطم الطائرة تم العثور على كيس دوار الجو يحتوي على رسالة كتبها بيرك لمشرفه السابق. وتنص الرسالة على ما يلي:  «لقد طلبت بعض التساهل من أجل عائلتي، هل تذكر؟. حسناً، لم أحصل على شيء ولن تحصل أنت كذلك على أي شيء».[20]
- في الساعة 6:45 صباحًا في 26 أغسطس 2015، أطلق فيستر لي فلاناغان البالغ من العمر 41 عامًا وهو مراسل سابق ساخط لمحطة رونوك على قناة WDBJ النار وقتل زميلين سابقين على الهواء مباشرة على شاشة التلفزيون في مونيتا - فيرجينيا. في ذلك الوقت، كانت مراسلة WDBJ البالغة من العمر 24 عامًا، أليسون باركر، تجري مقابلة مع المديرة التنفيذية لغرفة التجارة المحلية فيكي غاردنر حيث قام مصور الفيديو آدم وارد البالغ من العمر 27 عامًا بتصوير المقابلة على بث مباشر. قام فلاناجان والذي تم إنهاء عمله سابقًا في WDBJ بمراقبة الثلاثة عبر كاميرا للجسم وبدا أنه ينتظر حتى بدء بث المقابلة قبل أن يبدأ في إطلاق النار وإفراغ مسدس من نوع جلوك من جميع الرصاصات. نجت غاردنر من الهجوم ولكنها أصيبت برصاصة. بعد إطلاق النار، فر فلاناغان من مكان الحادث وتفاخر فيما بعد بالهجوم على وسائل التواصل الاجتماعي قبل أن تقتله الشرطة لاحقًا.[21]
- في 2 ديسمبر 2015، اقتحم المفتش الصحي بالمقاطعة سيد فاروق وزوجته تاشفين مالك غرفة مأدبة في سان برناردينو - كاليفورنيا حيث تجمع ما يقرب من 80 من زملاء فاروق في العمل لحضور حفل عطلة بالإضافة إلى جلسة تدريب الشركة . قتل فاروق وزوجته واللذان كانا يرتديان لباسًا عسكريًا ومسلحين بالبنادق 14 شخصًا وجرحوا 22 آخرين. حاول الزوجان أيضًا قصف المنشأة.وفي وقت لاحق قُتلوا في تبادل لإطلاق النار مع الشرطة.[22][23]
- في 26 فبراير 2016، أطلق سيدريك فورد البالغ من العمر 38 عامًا، والذي كان يعمل كرسام في شركة اكسل للصناعات في مدينة هيستون بولاية كنساس، النار وقتل ثلاثة أشخاص وجرح 14 آخرين. أفاد أحد زملائه في العمل أنه بعد حوالي ساعتين من تسجيل الرجلين في مناوبتهما في العمل في ذلك اليوم، رأى فورد مربوطًا بسلاحه ويطلق النار على الناس في ساحة انتظار المصنع.[22]
- في 20 مارس 2016، عاد جندي متقاعد من الولاية ويبلغ من العمر 55 عامًا والذي كان يعمل مع نظام بنسلفانيا تيرنبايك ويدعى كلارنس بريجز من نيوفيل بولاية بنسلفانيا إلى الطرق التي استخدمها للقيام بدوريات قبل تقاعده وحاول عمل سطو مسلح في كشك لتحصيل الضريبة. أطلق بريجز النار وقتل كل من عامل الكشك داني كروس 55 عامًا، ورون هيست 72 عامًا وهو حارس أمن، قبل إطلاق النار عليه وقتله من قبل السلطات.[22][24]
- في 8 أبريل 2016، اندلعت أعمال عنف في مقر العمل في قاعدة لاكلاند الجوية في سان أنطونيو - تكساس. في ذلك الوقت أطلق الرصاص على قائد السرب وقتل على يد طيار ثم قتل نفسه. بعد ذلك، دخلت المنشأة في وضع الإغلاق. وبعد وقت قصير من إطلاق النار أفادت الأنباء أن الحادث لم يكن يتعلق بالإرهاب ولكنه يتعلق بالعنف في مقر العمل.[25] وأنه كان يتم اصطحاب مطلق النار إلى جلسة تأديبية عندما ارتكب جريمة القتل والانتحار.[26]
- في 4 مايو 2016، عاد رجل تم إنهاءه قسريًا قبل أسبوعين من منصبه في نايت ترانسبورتيشن في كاتي - تكساس على بعد حوالي 20 ميلاً غرب هيوستن، إلى مكان عمله السابق مسلحًا ببندقية ومسدس. ورد أن ماريون جاي ويليامز، 65 عامًا، قال كلمات مؤثرة «أنتم جميعًا دمرتم حياتي». أطلق ويليامز النار وقتل مشرفًا يبلغ من العمر 34 عامًا مايكل داويد، وأصاب اثنين من الموظفين الآخرين ثم قتل نفسه.[27][28]
- في 8 يونيو 2017، قام موظف بقالة يدعى راندي ستاير يبلغ من العمر 24 عامًا بإغلاق جميع المداخل / المخارج إلى سوق وايس في تونخانوك - بنسلفانيا حيث كان يعمل وبدأ بإطلاق النار. قتل ستاير ثلاثة زملاء عمل قبل أن يصوب بندقيته على نفسه وينتحر. يعود تاريخ ستاير إلى يوليو 2016، وقد ترك وراءه مخبأًا من الصور والرسوم المتحركة ومقاطع الفيديو والرسائل المزعجة والعنيفة عبر الإنترنت ليراها العالم على حساباته على وسائل التواصل الاجتماعي. من بين أشياء أخرى نشر ستاير العديد من الصور لنفسه مع بنادقه. ولقد ذهب إلى حد تسميتهما بـ «التوأم» بل إنه شوهد يداعب ويقبل أحدهما. ويقول ستاير في أحد مقاطع الفيديو الخاصة به «كل الأرواح هي لعبة عادلة.» وكان ستاير قد اتخذ من قتلة كولومباين إريك هاريس وديلان كليبولد قدوة له.
- في 3 أبريل 2018، حملت امرأة تدعى نسيم أغدام مسدسًا نصف أوتوماتيكي عيار 9 ملم إلى مقر يوتيوب في كاليفورنيا. فهي قد شعرت كما لو أن يوتيوب كان يفرض رقابة على مقاطع الفيديو الخاصة بها. ألقت باللوم عليهم في قلة عدد المشاهدات. كما اشتكت من يوتيوب وسياساتهم على قناتها. بعد دخولها المقر شرعت في إطلاق النار على ثلاثة أشخاص. لحسن حظ الضحايا لم تهدد الإصابات حياتهم. ثم أطلقت النار وقتلت نفسه.

## العدوان
حدد الدكتور أرنولد إتش بوس، من جامعة تكساس في أوستن (1961)،  ثمانية أنواع من العدوان في مقر العمل:
- لفظي - سلبي - غير مباشر (الفشل في إنكار الشائعات الكاذبة حول الهدف، وعدم توفير المعلومات التي يحتاجها الهدف) [21]
- لفظي- سلبي- مباشر («معاملة صامتة»، فشل في إعادة الاتصال، أي المكالمات الهاتفية، رسائل البريد الإلكتروني)
- لفظي - نشط - غير مباشر (نشر إشاعات كاذبة أو أفكار أو عمل مهين)
- - لفظي - نشط - مباشر (إهانة، يتصرف بتنازل، صراخ)
- سلبية - جسدية - غير مباشرة (يتسبب الآخرين بتأخير للهدف)
- مادي - سلبي - مباشر (تقليل قدرة الهدف على المساهمة، على سبيل المثال جدولة تقديمهم في نهاية اليوم حيث سيحضر عدد أقل من الأشخاص)
- مادي - نشط - غير مباشر (السرقة، تدمير الممتلكات، الاستهلاك غير الضروري للموارد التي يحتاجها الهدف)
- جسدي - نشط - مباشر (هجوم جسدي، إيماءات غير لفظية، مبتذلة موجهة نحو الهدف)

في دراسة أجراها بارون ونيومان،  وجد الباحثون أن تخفيضات الأجور وتجميد الأجور، واستخدام الموظفين بدوام جزئي، والتغيير في الإدارة ، وزيادة التنوع ، ومراقبة أداء الموظفين بالكمبيوتر ، وإعادة الهندسة ، وخفض الميزانية كلها مرتبطة بشكل كبير في زيادة العدوان في مقر العمل. أظهرت الدراسة أيضًا قدرًا كبيرًا من الأدلة التي تربط بين الظروف المادية غير السارة (ارتفاع درجة الحرارة ، ضعف الإضاءة) والتأثير السلبي العالي ، مما يسهل العدواني في مقر العمل. غالبًا ما يهدد الأفراد الذين يلجأون إلى إطلاق النار الجماعي في العمل بالقتل قبل وقوع أي عنف حقيقي.

### تقييم المخاطر
يوجد في المملكة المتحدة التزام قانوني باستكمال تقييمات المخاطر لكل من المخاطر الجسدية والنفسية الاجتماعية في مقر العمل. ولدى بلدان أخرى تشريعات مماثلة للصحة والسلامة المهنية المعمول بها فيما يتعلق بتحديد وإما القضاء أو السيطرة على المخاطر في مقر العمل. يعتبر العنف في مقر العمل خطرًا كبيرًا في حد ذاته. تنص المادة 3 من لوائح إدارة الصحة والسلامة في العمل لعام 1999 على أنه "يجب على كل صاحب عمل إجراء تقييم مناسب وكاف لما يلي:
- المخاطر على صحة وسلامة موظفيه (أو موظفا) التي يتعرضون لها أثناء وجودهم في العمل ؛ و
- المخاطر التي تهدد صحة وسلامة الأشخاص غير العاملين في عمله والناجمة عن سلوكه أو تعهده أو المتعلقة به ".

## الفئات المهنية التي تواجه خطرًا أعلى
يسرد المركز الكندي للصحة والسلامة المهنية المهن التالية التي تواجه خطورة عالية.
- عمال الرعاية الصحية
- ضباط الإصلاحيات
- عمال الخدمات الاجتماعية
- معلمون
- مفتشو الإسكان البلدي
- موظفو الأشغال العامة
- عمال التجزئة
- ضباط الشرطة

يتعرض العاملون في مجال الرعاية الصحية لخطر كبير للتعرض للعنف في مقر العمل. تشمل أمثلة العنف التهديدات والاعتداءات الجسدية والسرقة. وفقًا لتقديرات مكتب إحصاءات العمل ، فإن معدل الإصابات والأمراض المهنية غير المميتة والتي تشمل أيام الإجازة 15.1 لكل 10000 عامل بدوام كامل في عام 2012. وهذا المعدل أعلى بكثير من معدل إجمالي الشركات الخاصة ، وهو 4.0 لكل 10000 عامل بدوام كامل.

## روابط خارجية
- أخبار وموارد العنف في مكان العمل
- قبل العاصفة: ندوة عبر الويب حول السلامة في مكان العمل
- "Federal Bureau of Investigation". مؤرشف من الأصل في 2016-05-21. (6.08 MiB)
- موضوعات السلامة والصحة من www.osha.gov
- العنف في العمل ، فيديو من NIOSH
- تعرض نصف أصحاب العمل الكبار لحادث عنف في مكان العمل في العام الماضي
- أسئلة وأجوبة عن العنف في مكان العمل - برنامج CCOHS
- شبكة الباحثين في العمل والأسرة
- العنف في مكان العمل ، 1993-2009 مكتب إحصاءات العدالة
- العنف في مكان العمل ضد موظفي الحكومة ، 1994-2011 مكتب إحصاءات العدالة
- رعاية موظفيك: يجيب الخبراء على أسئلة حول منع العنف في مكان العمل